# Kiemendeckel
Der Kiemendeckel (Operculum) ist eine knöcherne Abdeckung des Kiemenraums bei Knochenfischen (Osteichthyes).

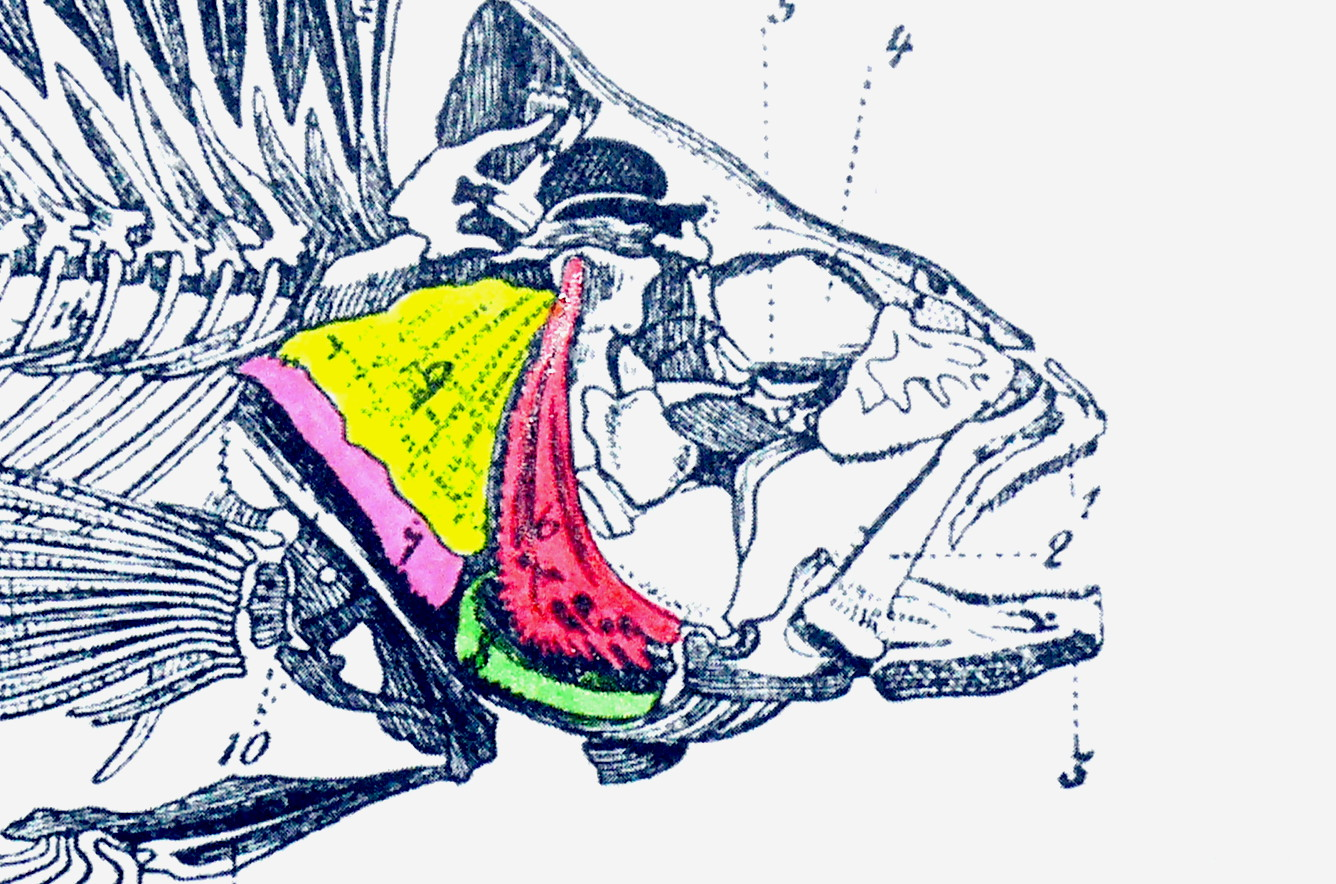
Die Knochen der Opercularserie bei einem Barsch: Operculare (gelb), Praeoperculare (rot), Interoperculare (grün) und Suboperculare (rosa). Das Praeoperculare ist kein Element des eigentlichen Kiemendeckels der Knochenfische.

Der Kiemendeckel besteht aus drei Einzelknochen: Operculare, Suboperculare und Interoperculare. Das Praeoperculare, wie der Name sagt, „vor dem Kiemendeckel“ gelegen, gehört funktionell nicht zu diesem, sondern stellt das Widerlager oder Scharnier dessen Bewegungen dar. Das hintere Widerlager ist der Schultergürtel.
Durch das Abspreizen der Kiemendeckel und das Senken des Mundbodens vergrößert sich der Rauminhalt des Kiemenraums. Durch den dabei entstehenden Unterdruck wird durch das gleichzeitig geöffnete Maul Wasser eingesaugt. Die Kiemenspalten werden dabei durch die Kiemenmembranen abgedichtet. Schließen sich die Kiemendeckel und hebt sich der Mundboden, so verkleinert sich der Kiemenraum und das Atemwasser wird an den Sauerstoff aufnehmenden Kiemen vorbei durch die Kiemenspalten ausgestoßen. Da aber die Mundhöhle und die paarige Kiemenhöhle sich etwas zeitversetzt erweitern und verengen, kann ein fast stetiger Wasserstrom (im Gegenstrom zum Blutfluss) über die Kiemen ziehen. Die Kiemenblätter hängen dabei nicht passiv im Wasserstrom, sondern wirken selbst als (Rückschlag-)Ventile.
Kiemendeckelähnliche Hautlappen sind schon bei den zu den Knorpelfischen gehörenden Seekatzen vorhanden, Haien und Rochen fehlt dagegen eine äußere Kiemenhöhle. Beim Acanthodier Climatius besaß jede einzelne Kiemenspalte einen kleinen Deckel, bei den fortschrittlicheren Acanthodiern, wie Acanthodes gab es einen gemeinsamen Deckel für alle Kiemenbögen. Der Kiemendeckel kann nachträglich auch wieder reduziert werden, etwa bei den Muränen, Kugelfischen (Tetraodontidae) und Mondfischen (Molidae). In diesen Fällen übernimmt der Mundboden seine Pumpfunktion.